# Djurfoder

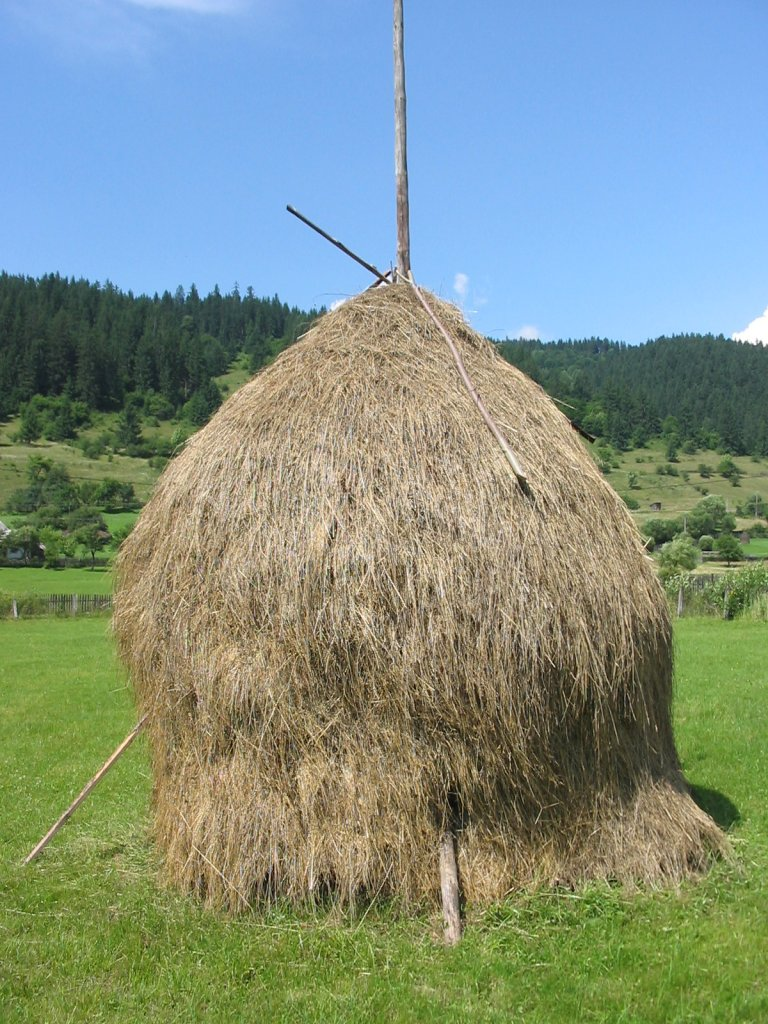
Höstack i Rumänien.

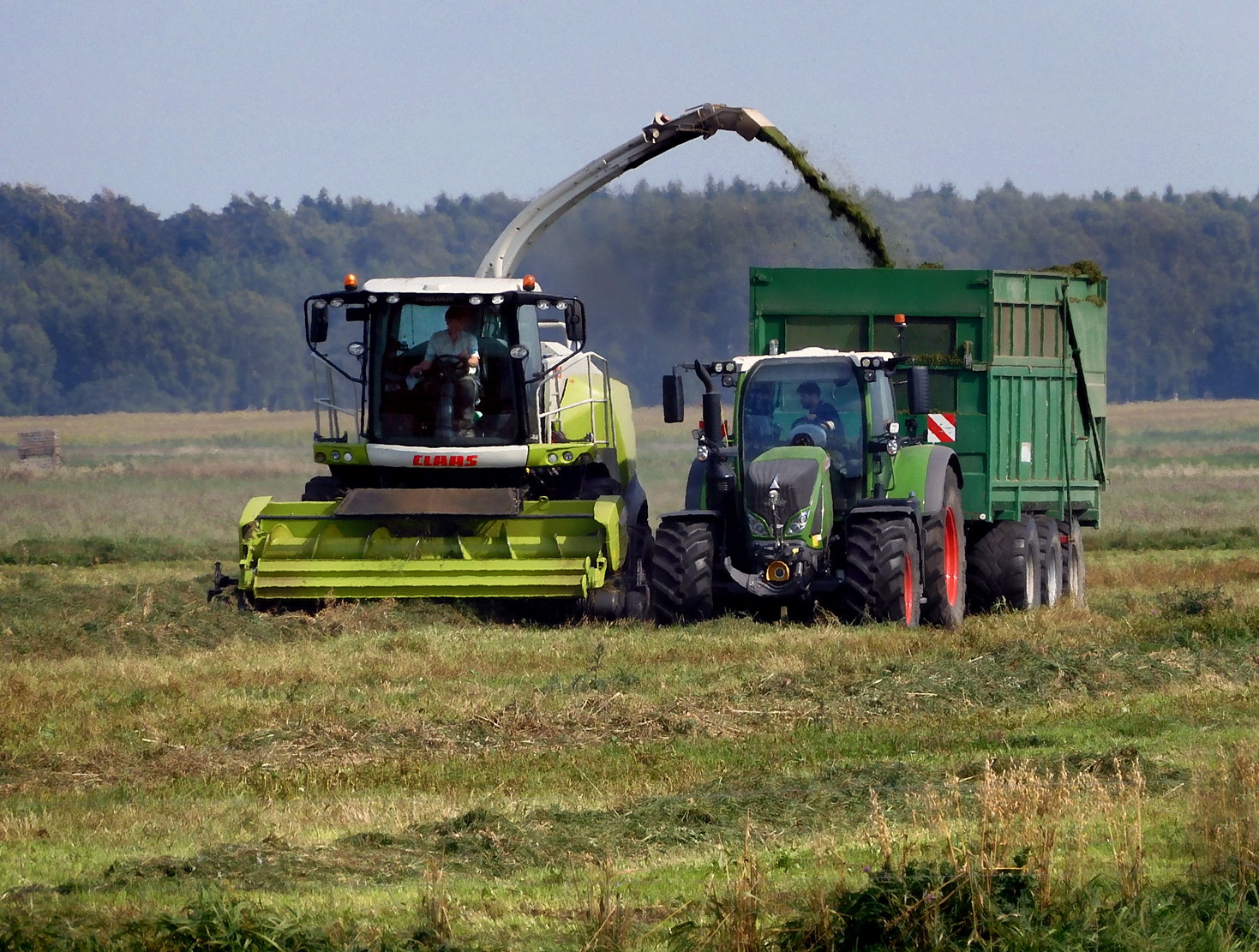
En fälthack och fältvagn tar upp vallväxter till ensilage på Öja mosse i Ystad 2021.

Djurfoder/foder är föda till djur vid utfodring av livsmedelsproducerande djur till exempel lantbrukets djur (nötboskap, grisar, hästar, fjäderfä) eller sällskapsdjur (hundar och katter).  Fodret kan vara av animaliskt eller vegetariskt ursprung. Vanliga typer av foder inom lantbruket är olika former av grovfoder t.ex. hö och ensilage och kraftfoder i form av (krossat) spannmål eller olika pelleterade kraftfoder.

## Grovfoder
Grovfoder är fiberrikt. Exempel på grovfoder är hö, hösilage, ensilage, bete (dvs färskt gräs) och halm.

## Ensilage
Ensilage är fermenterade vallväxter. Ensilering medger att vallskörden blir mindre väderberoende jämfört med höbärgning, vilket gör att ensilage i högre utsträckning än hö kan skördas då vallväxterna har det önskade energivärdet och näringsinnehållet. Ensilage är den klart vanligaste typen av grovfoder, särskilt i mjölkproduktionen. 

## Kraftfoder
Kraftfoder har olika näringsinnehåll beroende på vad det består av, och används oftast som ett komplement till grovfoder. Exempel på kraftfoder är olika spannmål, oljeväxter och biprodukter från livsmedelsindustrin.